# Back on the Block
Back on the Block – album Quincy’ego Jonesa wydany w listopadzie 1989 przez wytwórnię A&M Records. W nagraniu albumu brało udział wielu znanych muzyków, między innymi: Ella Fitzgerald, Miles Davis, Sarah Vaughan, Dizzy Gillespie, George Benson, Luther Vandross, Dionne Warwick, Barry White, Chaka Khan, Al Jarreau oraz Ray Charles.

## Lista utworów
| #  | Utwór                                                    | Gościnnie                                                                                       | Czas |
| -- | -------------------------------------------------------- | ----------------------------------------------------------------------------------------------- | ---- |
| 1  | „Prologue (2Q’s Rap)”                                    | Big Daddy Kane                                                                                  | 1:04 |
| 2  | „Back on the Block”                                      | Big Daddy Kane, Siedah Garrett, Ice-T, Kool Moe Dee, Melle Mel, Caiphus Semenya, Rod Temperton) | 6:34 |
| 3  | „I Don’t Go for That”                                    | Ian Prince                                                                                      | 5:11 |
| 4  | „I’ll Be Good to You”                                    | Ray Charles, Chaka Khan                                                                         | 4:54 |
| 5  | „The Verb to Be (Introduction to Wee B. Dooinit)”        | Mervyn Warren                                                                                   | 0:29 |
| 6  | „Wee B. Dooinit (Acapella Party by the Human Bean Band)” | Siedah Garrett, Ian Prince                                                                      | 3:34 |
| 7  | „The Places You Find Love”                               | Glen Ballard, Clif Magness, Caiphus Semenya                                                     | 6:25 |
| 8  | „Jazz Corner of the World (Introduction to „Birdland”)”  | Big Daddy Kane, Kool Moe Dee, Ice-T                                                             | 2:54 |
| 9  | „Birdland”                                               | Joe Zawinul                                                                                     | 5:33 |
| 10 | „Setembro (Brazilian Wedding Song)”                      | Ivan Lins, Gilson Peranzzetta                                                                   | 5:05 |
| 11 | „One Man Woman”                                          | Siedah Garrett, Ian Prince, Harriet                                                             | 3:44 |
| 12 | „Tomorrow (A Better You, Better Me)”                     | Siedah Garrett, George Johnson, Louis Johnson                                                   | 4:46 |
| 13 | „Prelude to the Garden”                                  | Jorge Calandrelli                                                                               | 0:54 |
| 14 | „The Secret Garden (Sweet Seduction Suite)”              | El DeBarge, Siedah Garrett, Quincy Jones, Rod Temperton                                         | 6:41 |

## Notowania
| Rok  | Lista                        | Pozycja |
| ---- | ---------------------------- | ------- |
| 1989 | Billboard 200                | #9      |
| 1989 | Top Contemporary Jazz Albums | #1      |
| 1989 | Top R&B/Hip-Hop Albums       | #1      |